# Lee Casciaro
Lee Casciaro (Gibraltar, 29 september 1981) is een Gibraltarees voetbalspeler uitkomend voor Lincoln Red Imps FC en het nationale team van Gibraltar.

## Carrière
Casciaro schreef nationale geschiedenis door op 29 maart 2015 op Hampden Park het eerste doelpunt in een kwalificatiewedstrijd te maken voor Gibraltar, en wel de 1-1 gelijkmaker in de eerste helft tegen Schotland. De wedstrijd ging uiteindelijk wel met 6-1 verloren. Casciaro wist ook nog te scoren tegen Cyprus in 2016 en Georgië in 2019.
Lee Casciaro is buiten zijn voetbalcarrière werkzaam als politieagent bij de Royal Gibraltar Police.